# George Nicoll Barnes
George Nicoll Barnes, född 2 januari 1859 i Dundee i Skottland, död 21 april 1940 i London, var en brittisk (skotsk) politiker och fackföreningsledare.
Barnes tillhörde från 1892 styrelsen för maskinistförbundet, vars generalsekreterare han var 1896-1906. Han inträdde 1916 som pensionsminister i David Lloyd Georges ministär, blev 1917 minister utan portfölj i det så kallade krigskabinettet och avgick 1920. År 1919 var han brittisk delegat vid fredskongressen i Paris, och deltog senare i arbetskonferensen i Washington, D.C. 1920 och satt i Nationernas förbunds första plenarförsamling. Åren 1906-1922 var tillhörde han parlamentet. Han författade även  ett antal politiska skrifter, bland vilka märks Industrial conflict (1924) och The history of the international labour organization (1926).